# Giovanni Antonio Scopoli
Giovanni Antonio Scopoli (3. června 1723 Cavalese – 8. května 1788 Pavia) byl italsko-rakouský lékař a přírodovědec. Narodil se v Cavalese jako syn právníka. Lékařský diplom získal na univerzitě v Innsbrucku. Lékařskou praxi provozoval v Cavalese a Benátkách. Hodně svého času strávil sbíráním rostlin a hmyzu v Alpách. Dva roky pracoval jako osobní tajemník hraběte Seckana. Poté byl jmenován lékařem rtuťových dolů v Idriji, kde strávil šestnáct let. V roce 1761 publikoval dílo De Hydroargyro Idriensi Tentamina o příznacích otravy rtutí mezi horníky. Svůj čas věnoval studiu místní přírodní historie a entomologii. Roku 1769 byl jmenován profesorem chemie a mineralogie na Báňské akademii v Banské Štiavnici a v roce 1777 přešel na univerzitu v Pavii.

## Dílo
- De affectibus animi dissertatio physico-medica. Trient 1753
- Flora Carniolica. Edler von Trattner, Vídeň 1760
- Entomologica carniolica. Edler von Trattner, Vídeň 1763
- Annus I-V historico-naturalis. Hilscher, Lipsko 1768-72
- Einleitung zur Kenntniß und Gebrauch der Fossilien., Riga 1769
- Bemerkungen aus der Naturgeschichte., Lipsko 1770
- Abhandlung vom Kohlenbrennen., Vídeň 1771
- De Hydrargyro Idriensi tentamina physico-chymico-medica. Jena, Lipsko 1771
- Preis-Schrift über die Frage von den Ursachen des Mangels an Dünger in Görtz und Gradiska., Vídeˇn 1771
- Dissertationes ad scientiam naturalem pertinentes. Gerle, Praha 1772
- Principia mineralogiæ systematicæ et practicæ succincte exhibentia structuram telluris., Gerle, Praha 1772
- Crystallographia Hungarica., Gerle, Praha 1776
- Fundamenta chemicae praelectionibus publicis accomodata., Gerle, Praha 1777
- Introductio ad historiam naturalem., Gerle, Praha 1777
- Principi di mineralogia., Benátky 1778
- Fundamenta botanica., Wappler, Pavia, Vídeň 1783-86
- Anfangsgründe der Metallurgie., Moeßle, Schwan & Götz, Vídeň, Mannheim 1786-89
- Deliciae Flora et Fauna Insubricae. Salvatoris, Pavia 1786-88
- Elementi di chimica e di farmacia., Pavia 1786
- Physikalisch-chemische Abhandlung vom Idrianischen Quecksilber und Vitriol., Lindauer, Mnichov 1786
- Abhandlung von den Bienen und ihrer Pflege., Vídeň 1787